# Parafia Najświętszej Rodziny w Krakowie
Parafia Najświętszej Rodziny w Krakowie – parafia rzymskokatolicka należąca do dekanatu Kraków-Prokocim archidiecezji krakowskiej na os. Bieżanów Nowy przy ulicy Aleksandry.

## Historia parafii
Parafia znajduje się przy kościele Najświętszej Rodziny i należy do dekanatu Kraków-Prokocim archidiecezji krakowskiej. Świątynia została wzniesiona w latach 1983–1992. Jest to postmodernistyczna, ceglana budowla w kształcie rotundy, przykryta kopułą z olbrzymim krzyżem na szczycie. Jej projektantem jest Janusz Gawor, natomiast wnętrze kościoła projektował Wincenty Kućma.
W 1994 kardynał Franciszek Macharski nadał kościołowi tytuł Sanktuarium Najświętszej Rodziny. Prace budowlane zakończono na początku lat 90. XX wieku, natomiast prace wykończeniowe trwały systematycznie do 2008 roku. Ostatnim etapem wieńczącym budowę było wykonanie ołtarza sanktuaryjnego z drewna lipowego, budowanego od roku 2004.
Podczas uroczystej mszy świętej w niedzielę Najświętszej Rodziny (28 grudnia 2008 roku) ks. kardynał Stanisław Dziwisz dokonał konsekracji Sanktuarium.

## Wspólnoty parafialne
- Parafialna Rada Duszpasterska
- Parafialny Zespół Charytatywny
- Akcja Katolicka
- Stowarzyszenie Rodzina Kolpinga
- Chór Parafialny „Familia”
- Żywy Różaniec i Różaniec Rodzinny
- Podwórkowe Kółka Różańcowe Dzieci
- Apostolstwo Modlitwy
- Domowy Kościół Kręgi Rodzin
- Duchowa Adopcja
- Koło Przyjaciół Radia „Maryja”
- Ruch Światło-Życie „Oaza Latorośle”
- Służba Liturgiczna
- Kółko Misyjne
- Ruch Wiara i Światło „Nieboraczki”
- Posłańcy Parafialni
- Parafialna Ochrona Sanktuarium
- Wspólnota Fundatorów Katakumb
- Zespół Organizacyjny Familiady ToR („Troska o Rodzinę”)
- Zespół Organizacyjny Doby Dobrej Nowiny
- Klub Seniora

## Duszpasterze pracujący w parafii
- Mirosław Dziedzic proboszcz (od 1 sierpnia 2011 r.)
- Janusz Enz (od 2011 r.)
- Piotr Wieczorek (od 2016)
- Józef Chodurek (od 2016)
- Bogdan Kosek (od 2011 r.)
- Józef Jakubiec, rezydent emeryt od 1 sierpnia 2011 (w latach 1976–2011 był proboszczem parafii)
- Siostry Michalitki

Każdego roku organizowana jest FAMILIADA „ToR” („Troska o Rodzinę”), czyli rodzinne święto mieszkańców osiedla.

## Przesłanie Jana Pawła II
Jan Paweł II w kwietniu 1994 roku dowiedział się o powstaniu nowego sanktuarium Najświętszej Rodziny w Krakowie. Wtedy wypowiedział życzenie dla tego sanktuarium rodzin: 

Musicie wygrać walkę o rodzinę

## Informacje dla pielgrzymów
Sanktuarium jest otwarte dla Pielgrzymów w dni powszednie od godz.8:00 do 18:00, a w niedziele od godz. 6:30 do 20:00. Prośby i podziękowania napisane do Najświętszej Rodziny można złożyć podczas pobożnego przejścia wokół sanktuaryjnego ołtarza, gdzie umieszczony jest kamień z domu św. Józefa w Nazarecie

## Terytorium parafii
Ulice: Aleksandry, Barbary, Ćwiklińskiej, Duża Góra nr nieparzyste od 35, Heleny, Kaimska, Mała Góra nr parzyste, Podłęska, Telimeny, Wielicka 230.